# Mantidactylus bertini
Mantidactylus bertini és una espècie de granota de la família dels mantèl·lids endèmica de Madagascar.
Està en perill d'extinció per la pèrdua del seu hàbitat natural. El seu hábitat inclou boscosa baixos i secs, montañés tropicals o subtropicales seques, rius i zones rocoses.